# Storm is coming
Storm is coming este un film românesc din 2014 regizat de Daniel Djamo.